# Hul (Bibeln)
Hul var enligt Första Moseboken son till Aram, Sems son. Enligt den judiske historikern Flavius Josefus var det Hul som grundade Armenien.